# Sistema di posizionamento satellitare regionale indiano
Il sistema di posizionamento satellitare regionale indiano (in sigla IRNSS da Indian Regional Navigational Satellite System), chiamato anche con il nome commerciale di NAVIC ("marinaio" in sanscrito e hindi e acronimo di NAVigation with Indian Constellation), è un sistema di posizionamento satellitare regionale autonomo sviluppato dall'Indian Space Research Organisation per il governo indiano. La necessità di un tale sistema di posizionamento è data dal fatto che l'accesso al Global Positioning System statunitense non è garantito in situazioni ostili.
Il completamento è avvenuto nel 2016, con la messa in orbita di tutti i sette satelliti previsti. La bassa latitudine dell'India consente la copertura del paese usando solo satelliti con bassa inclinazione orbitale.

## Storia
Il governo approvò il progetto nel maggio 2006 con l'ambiziosa intenzione di realizzarlo in sei o sette mesi. Il 28 maggio 2013 è stato inaugurato il centro di controllo nel distretto di Ramanagara e nello stesso anno è stato lanciato il primo satellite della costellazione, IRNSS-1A, sviluppato ad un costo di 16 miliardi di rupie (circa 250 milioni di euro).
Il costo totale del progetto è di circa 1420 crore di rupie indiane (circa 190 milioni di euro). L'obiettivo dichiarato è un completo controllo del sistema da parte dell'India, con il segmento spaziale, il segmento di terra ed i ricevitori degli utenti sviluppati e costruiti in India.
La rottura di tutti e tre gli orologi atomici del primo satellite, IRNSS-1A, avvenuta tra il 2016 e il 2017, ha portato alla sua dismissione nel 2017. L'ISRO ha pianificato di rimpiazzarlo con un nuovo satellite, IRNSS-1H, il cui lancio nell'agosto 2017 è però fallito, portando alla perdita del satellite stesso.

### Cronologia dei lanci
| Satellite | Data            | Luogo         | Lanciatore | Orbita                    | Stato del satellite |
| --------- | --------------- | ------------- | ---------- | ------------------------- | --- |
| IRNSS-1A  | 1º luglio 2013  | Satish Dhawan | PSLV-XL    | Geosincrona               | Non più utilizzato per il posizionamento dal 2017 a causa della rottura di tutti e 3 gli orologi atomici a bordo, viene usato solo per la trasmissione di messaggi |
| IRNSS-1B  | 4 aprile 2014   | Satish Dhawan | PSLV-XL    | Geosincrona               | Operativo |
| IRNSS-1C  | 15 ottobre 2014 | Satish Dhawan | PSLV-XL    | Geostazionaria a 83° E    | Operativo |
| IRNSS-1D  | 28 marzo 2015   | Satish Dhawan | PSLV-XL    | Geosincrona               | Operativo |
| IRNSS-1E  | 20 gennaio 2016 | Satish Dhawan | PSLV-XL    | Geosincrona               | Operativo |
| IRNSS-1F  | 10 marzo 2016   | Satish Dhawan | PSLV-XL    | Geostazionaria a 32,5° E  | Operativo |
| IRNSS-1G  | 28 aprile 2016  | Satish Dhawan | PSLV-XL    | Geostazionaria a 129,5° E | Operativo |
| IRNSS-1H  | 31 agosto 2017  | Satish Dhawan | PSLV-XL    |                           | Lancio fallito |
| IRNSS-1I  | 12 aprile 2018  | Satish Dhawan | PSLV-XL    | Geosincrona               | Operativo |

## Descrizione

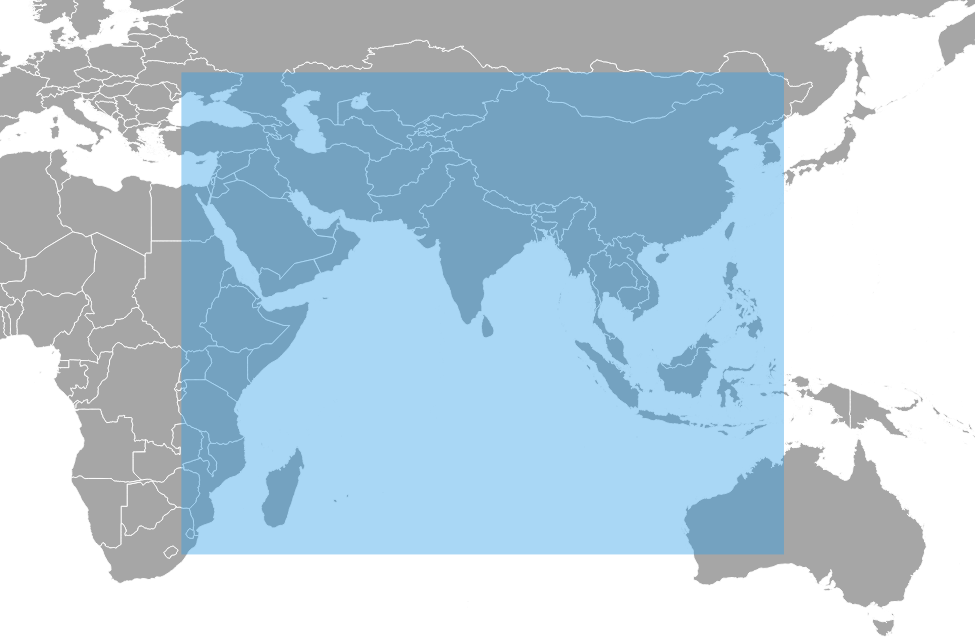
La copertura prevista per il sistema IRNSS quando sarà completato. La zona più scura indica l'area di servizio estesa.

Il sistema consiste in una costellazione di sette satelliti ed un supporto terrestre. Tre dei satelliti sono posizionati in orbita geostazionaria a 32,5° E, 83° E e 131,5° E rispettivamente, ed i quattro rimanenti in orbita geosincrona inclinata di 29° rispetto al piano dell'equatore. Una tale sistemazione permette a tutti e sette i satelliti di essere sempre visibili dalle stazioni di controllo indiane. I satelliti sono equipaggiati con orologi atomici ed apparecchi elettronici per generare i segnali di navigazione. I segnali di navigazione stessi sono trasmessi in banda S (2-4 GHz) da un'antenna progettata per mantenere sempre forte la copertura e la potenza del segnale. I satelliti pesano circa 1330 kg ed i loro pannelli solari produrranno 1400 W di energia elettrica.
Il sistema fornisce la posizione con un'accuratezza di circa 10 metri sulla penisola indiana e che scende a circa 20 metri sull'Oceano Indiano ed altre regioni vicine.
Il segmento terrestre dell'IRNSS consiste in un centro di controllo principale (MCC, Master Control Center), nelle stazioni di terra per tracciare e calcolare le orbite dei satelliti e garantire l'integrità della rete (IRIM) ed in altre stazioni terrestri per monitorare le condizioni dei satelliti con la possibilità di emettere comandi radio per i satelliti (stazioni TT&C). Il MCC determina la posizione di tutti i satelliti IRNSS, calcola l'integrità, effettua le necessarie correzioni della ionosfera e degli orologi e fa funzionare il software di navigazione.